# بوغورودسكويي (خاباروفسك كراي)
بوغورودسكويي (بالروسية: Богородское) هي مدينة في مقاطعة خاباروفسك كراي في روسيا.